# Melissa bianco
Il Melissa bianco è un vino DOC la cui produzione è consentita nelle province di Catanzaro e Crotone.

## Caratteristiche organolettiche
- colore: giallo paglierino più o meno tenue.
- odore: vinoso, caratteristico.
- sapore: asciutto, delicato, armonico.

## Produzione
Provincia, stagione, volume in ettolitri
- Catanzaro  (1990/91)  548,87
- Catanzaro  (1991/92)  481,33
- Catanzaro  (1992/93)  238,07
- Catanzaro  (1993/94)  214,03
- Catanzaro  (1994/95)  720,0
- Crotone  (1995/96)  303,68